# Kwantowy laser kaskadowy
Kwantowy laser kaskadowy (ang. quantum cascade laser, QCL) — rodzaj unipolarnego lasera półprzewodnikowego, emitującego promieniowanie w zakresie od średniej do dalekiej podczerwieni. Długość emitowanego promieniowania nie zależy od materiału, z którego są wykonane, a jedynie od geometrii supersieci, czyli od układu i grubości periodycznych warstw półprzewodnikowych.

## Historia
Teoretyczna możliwość zbudowania QCL została opisana w 1971 przez radzieckich uczonych Kazarinowa i Surisa, natomiast pierwsza praktyczna realizacja działającego przyrządu nastąpiła dopiero w 1994. Laser ten został zaprezentowany przez grupę Federico Capasso z laboratorium Bella. Od tamtego czasu nastąpił gwałtowny wzrost zainteresowania takimi urządzeniami, co zaowocowało wieloma podejściami do ich realizacji.
Pierwszy QCL w Polsce został wytworzony w Instytucie Technologii Elektronowej w 2009. Emitował on fale o długości 9μm, pracował w temperaturze 77K, a jego warstwa aktywna składała się ze stopu AlGaAs/GaAs.

## Zasada działania
W przeciwieństwie do zwykłego lasera półprzewodnikowego, QCL jest unipolarny, czyli źródłem promieniowania jest jeden typ nośników: elektrony. Mimo teoretycznej możliwości oparcia emisji na dziurach, jak dotąd nikomu nie udało się jej wykorzystać w praktyce.
W materiale półprzewodnikowym nośniki zajmują dwa pasma energetyczne: walencyjne, w którym znajdują się elektrony o niskiej energii oraz przewodnictwa, do którego trafiają elektrony wysokoenergetyczne. Pomiędzy tymi pasmami istnieje jeszcze tzw. pasmo wzbronione, w którym nie ma stanów dozwolonych, które mogłyby zająć elektrony – jest ono zatem puste. Emisja promieniowania w laserze półprzewodnikowym zachodzi, gdy elektron z pasma przewodnictwa rekombinuje z dziurą z pasma walencyjnego. Powstaje wtedy foton o energii określonej przez przerwę wzbronioną.
W QCL stosuje się supersieć, czyli periodyczną strukturę złożoną z różnych półprzewodników lub ich stopów. Oznacza to, że w całej tej strukturze występuje zmienny potencjał elektryczny, zatem elektron może znajdować się w poszczególnych warstwach z różnym prawdopodobieństwem. Zgodnie z prawami mechaniki kwantowej, w obiekcie takim nastąpi rozszczepienie pasm energetycznych na wiele dyskretnych podpasm.
Standardowy QCL składa się z dwóch obszarów: aktywnego oraz relaksacji/wstrzykiwania (ang. relaxation/injector region). W obszarze aktywnym, złożonym z kilku studni kwantowych, wyróżnia się trzy poziomy energetyczne: wyższy (ang. upper laser state), niższy (ang. lower laser state) oraz podstawowy (ang. ground state). Elektron spada z wyższego poziomu na niższy, jednocześnie tunelując do kolejnej studni. Jest to przejście promieniste, czyli towarzyszy mu emisja fotonu o energii równej różnicy energii pomiędzy podpasmami. W kolejnym etapie nośnik spada do stanu podstawowego studni, tym razem niepromieniście – energia zostaje wypromieniowana w postaci fononu. Obszar relaksacji ma za zadanie przyjąć elektron ze stanu podstawowego obszaru aktywnego i zapewnić, że zostanie on wstrzyknięty na wyższy stan kolejnego obszaru aktywnego.
Ważnym elementem QCL jest przyłożone napięcie elektryczne – to właśnie ono sprawia, że laser można przedstawić jako kaskadę, a elektrony przemieszczają się w jedną stronę (w tę o niższym potencjale).

## Inwersja obsadzeń
W klasycznym laserze inwersję obsadzeń uzyskuje się dzięki wzbudzeniu odpowiedniej liczby elektronów do pasma przewodnictwa. W QCL inwersją steruje się za pomocą inżynierii czasów życia poszczególnych procesów: poziom wyższy lasera powinien mieć dłuższy czas życia niż poziom niższy. Jednym ze sposobów uzyskania krótkiego czasu przejścia ze stanu niższego na stan podstawowy (czyli czasu życia poziomu niższego) jest takie zaprojektowanie tych poziomów, że energia między nimi równa będzie energii rezonansowej fononów optycznych. W takich warunkach przejście elektronu z emisją fononu optycznego ma wysokie prawdopodobieństwo, a co za tym idzie – krótki czas życia.

## Cechy charakterystyczne
QCL wyróżnia wąska linia emisji. W pierwszych laserach kaskadowych FWHM linii emisyjnej było rzędu kilkudziesięciu meV. Główną przyczyną tego zjawiska jest fakt, że emisja zachodzi pomiędzy podpasmami o takiej samej paraboliczności, w przeciwieństwie do diody laserowej, gdzie elektron i dziura pochodzą z pasm o przeciwnej paraboliczności.
Ponieważ w laserze kaskadowym jeden nośnik w czasie swojego życia emituje zazwyczaj wiele fotonów, urządzenia te charakteryzują się stosunkowo wysoką mocą wyjściową. Przykładowe parametry to moc około 2,5W oraz stosunek elektrycznej mocy wejściowej do optycznej mocy na wyjściu (ang. wall-plug efficiency) równy 12,5%.
Zaletą QCL jest możliwość wykorzystania bardzo dobrze znanych materiałów, takich jak arsenek galu czy fosforek indu, do uzyskania emisji długofalowej. Aby to osiągnąć w diodzie laserowej, stosuje się półprzewodniki wąskoprzerwowe, które są trudnymi materiałami do epitaksji, a w dodatku wykazują podatność na czynniki termiczne. Różnica w QCL polega na tym, że steruje się grubością poszczególnych warstw rejonu aktywnego, a dla jednego materiału dostępny jest zazwyczaj szeroki wybór długości emisji (kilkadziesiąt do kilkuset μm).

## Konfiguracje materiałowe
Rejon aktywny pierwszego QCL składał się z In0.53Ga0.47As oraz Al0.48In0.52As. Skład stopów został tak dobrany, by warstwy te były sieciowo dopasowane do podłoża InP. Ponieważ InP ma mniejszy współczynnik załamania niż powyższe stopy, taki układ materiałowy jest naturalnym kandydatem na światłowód.
Trudniejszy w realizacji, lecz pozwalający na emisję fali o rekordowo małej długości (2,7μm), uzyskano projektując konfigurację lekko niedopasowaną sieciowo: InAs/AlSb na podłożu z InAs. Temu i podobnym układom poświęca się dużo uwagi ze względu na możliwą emisję w tzw. oknie atmosferycznym 3-5μm – większość gazów znajdujących się w atmosferze absorbuje promieniowanie z tego obszaru.
Kolejną badaną możliwością jest produkcja QCL z GaAs/AlxGa1-xAs na podłożu z GaAs. Zaletą tego podejścia jest dopasowanie sieciowe niezależnie od składu stopu, ponieważ AlAs i GaAs różnią się stałą sieciową minimalnie. Z takich materiałów otrzymano lasery emitujące w tzw. obszarze terahercowym (promieniowanie o λ>100μm).

## Wpływ temperatury na pracę lasera
Lasery kaskadowe, podobnie jak wszystkie lasery półprzewodnikowe, charakteryzują się silną zależnością parametrów pracy od temperatury. Wzrost temperatury powoduje ograniczenie sprawności przyrządu. Wynika to z mechanizmu generacji promieniowania. Praca w podwyższonej temperaturze powoduje spadek mocy emitowanej, obniżenie sprawności konwersji energii elektrycznej na użyteczne promieniowanie, podniesienie wartości prądu potrzebnego do uzyskiwania określonej mocy wyjściowej, większe ryzyko uszkodzenia i awarii podzespołów. Podwyższona temperatura oznacza nie tylko podwyższoną temperaturę użytkowania lasera. Termin ten należy rozumieć jako wzrost temperatury następujący wewnątrz przyrządu w wyniku zasilania go prądem. Temperatura warstw generujących promieniowanie znacznie przekracza temperaturę stabilizacji obudowy przyrządu – mogą to być różnice dochodzące do kilkuset stopni.